# Croix d'occis

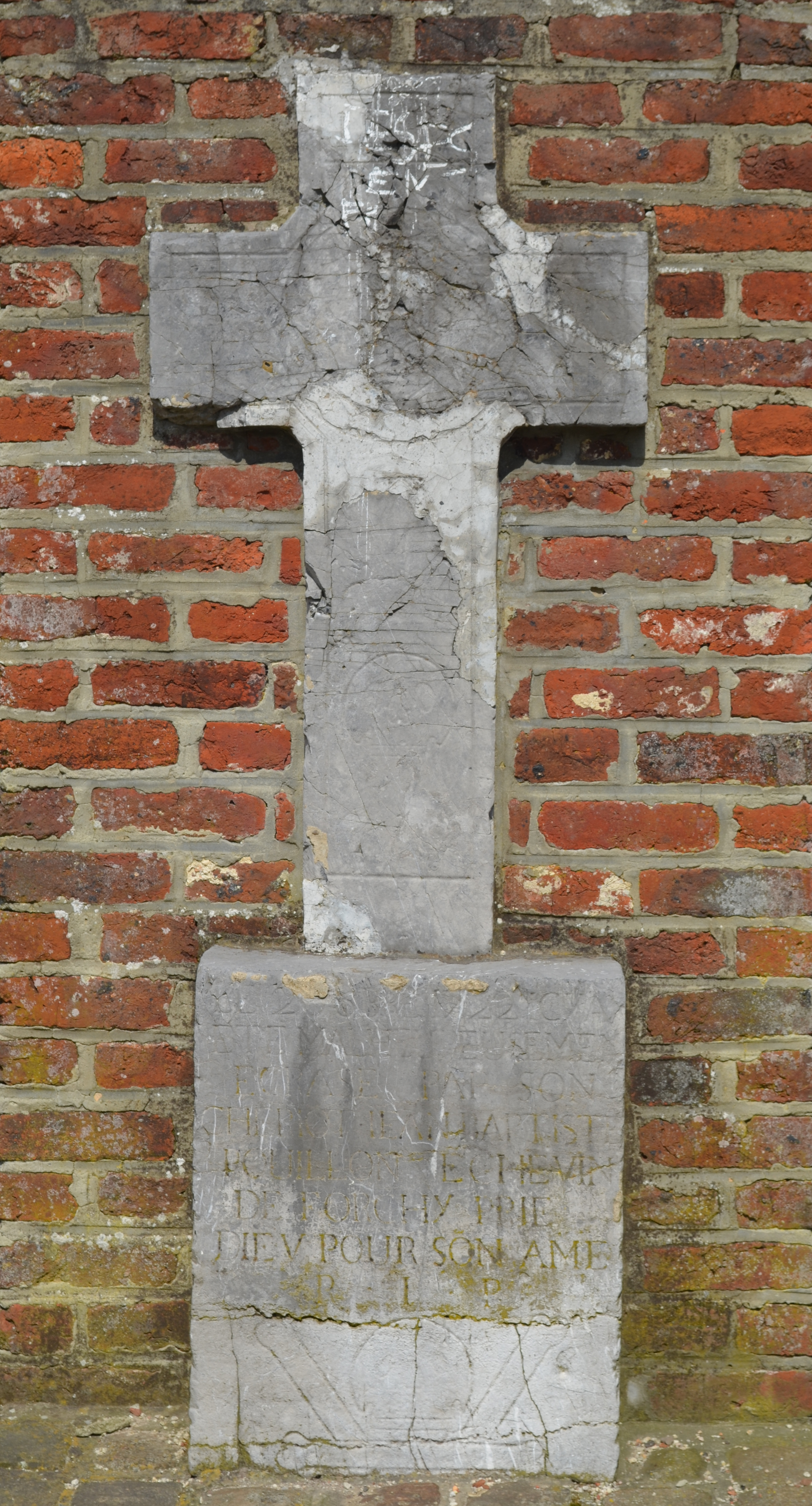
Une croix d'occis à Jumet en Belgique : « LE 26 8BRE 1722 ICY A ETE MALHEUREUSEMEN ECRASE PAR SON CHERIOT IEAN BAPTISTE POUILLON ECHEVIN DE FORCHY - PRIE DIEU POUR SON AME - RIP »

Une croix d’occis est un petit monument de pierre, en forme de croix, généralement érigé au niveau du sol au bord d’une route ou d’’un chemin, à l’endroit exact où une personne trouva la mort, souvent de manière violente (criminelle ou accidentelle). Très souvent une inscription gravée dans la pierre ou inscrite sur la croix, de longueur variable, rappelle le souvenir de la personne disparue et parfois les circonstances de sa mort. 
Une croix d’occis, qui n’inclut jamais la  figure du Christ (elle n’est pas un crucifix), n’est pas directement liée à la religion chrétienne, et n’est pas en soi un monument chrétien.